# لجایر
لجایر نام روستایی در دهستان اجارود شرقی، بخش موران، شهرستان گرمی، استان اردبیل است که طبق سرشماری نفوس و مسکن مرکز آمار ایران در سال ۱۳۸۵ ، جمعیت آن ۶۳ نفر در ۱۴ خانوار بوده است.